# Felix Benedict Herzog

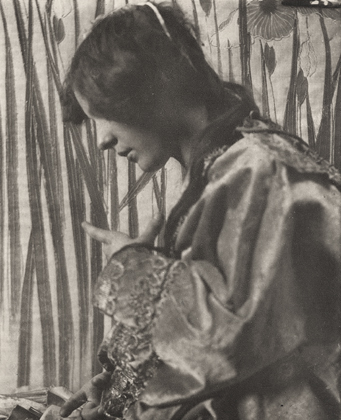
Felix Benedict Herzog: Angela, 1905

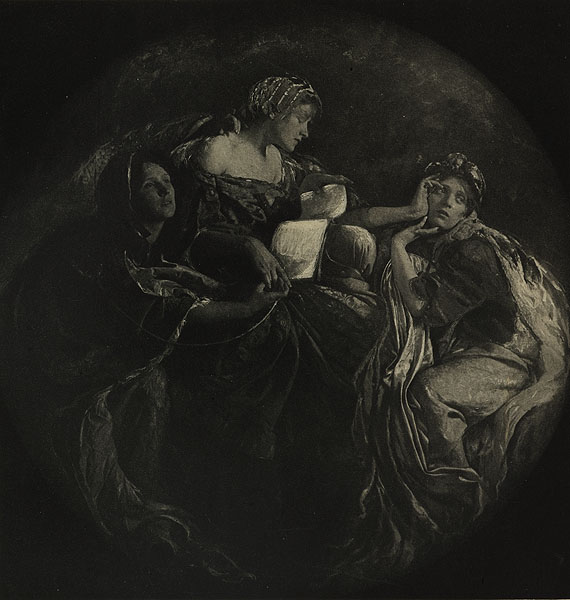
Felix Benedict Herzog: Příběh Isoldy, 1905

Felix Benedict Herzog (* 27. prosince 1859 New York City - 21. dubna 1912 tamtéž) byl americký inženýr, vynálezce, patentový zástupce, podnikatel, malíř a piktorialistický fotograf.

## Život a dílo
Narodil jako syn otci Filipovi a matce Henriettě Dukovým v New Yorku. Studoval na Columbia University od roku 1882 a byl zaměstnán jako elektrotechnik a patentový zástupce. Byl prezidentem telefonní společnosti Herzog Telefon Company. Jeho vynálezy se týkaly mimo jiné telefonních a signalizačních systémů, například pro výtahy. Byl člen amerického institutu elektrotechniků (American Institute of Electrical Engineers) a publikoval díla na elektrotechnická témata.
Kromě své technické a podnikatelské činnosti, provozoval v New Yorku ještě malířské studio. Absolvoval uměleckou přípravu jako student u Fredericka Rondela a na Art Students League of New York.

## Fotografie
Několik jeho fotografií bylo publikováno v časopisu Camera Work v době od října 1905 do ledna 1907, mezi kterými byl také snímek s názvem „Angela“.
Byl známý svým piktorialistickým stylem, neobvyklým pojetím větší skupiny lidí a zároveň pečlivou kompozicí a technikou, která zacházela do drobných detailů, jako jsou záhyby oblečení a podstata materiálu. Jeho fotografie zachycují problémové situace lidí a emoce. V jeho fotografiích je znát rukopis různých malířských stylů - například Thomase Gainsborougha a prerafaelitů.
Byl členem klubu National Arts Club a newyorského Camera Clubu.